# ISO 3166-2:IN
Kódy ISO 3166-2 pro Indii identifikují 28 spolkových států a 8 svazových teritorií (stav v roce 2023). První část (IN) je mezinárodní kód pro Indii, druhá část sestává z dvou písmen identifikujících stát nebo teritorium.

## Seznam kódů

### Teritoria
```
IN-AN Andamany a Nikobary (Port Blair)
IN-CH Čandígarh (Čandígarh)
IN-DL Dillí (Dillí)
IN-DH Dádra a Nagar Havélí a Daman a Díu (Daman)
IN-LD Lakadivy (Kavaratti)
IN-PY Pondichérry (Pondichérry)
IN-LA Ladak (Léh)
IN-JK Džammú a Kašmír (Šrínagar)
```

### Státy
```
IN-AP Ándhrapradéš (Haidarábád)
IN-AR Arunačalpradéš (Itánagar)
IN-AS Ásám (Dispur)
IN-BR Bihár (Patna)
IN-CG Čatísgarh (Rájpur)
IN-GA Goa (Panaji)
IN-GJ Gudžarát (Ahmadábád)
IN-HP Himáčalpradéš (Simla)
IN-HR Harjana (Čandígarh)
IN-JH Džharkhand (Rančí)
IN-KA Karnataka (Bangalore)
IN-KL Kérala (Thiruvananthapuram)
IN-MH Maháráštra (Bombaj)
IN-ML Meghalaja (Šilaung)
IN-MN Manípur (Imphál)
IN-MP Madhjapradéš (Bhópál)
IN-MZ Mizórám (Aizal)
IN-NL Nágáland (Kóhima)
IN-OD Urísa (Bhuvanéšvar)
IN-PB Paňdžáb (Čandígrah)
IN-RJ Rádžasthán (Džajpur)
IN-SK Sikkim (Gangtok)
IN-TS Telangána (Hajdarábád)
IN-TN Tamilnádu (Čenaj)
IN-TR Tripura (Agartala)
IN-UK Uttaránčal (Déhrádún)
IN-UP Uttarpradéš (Lakhnaú) 
IN-WB Západní Bengálsko (Kolkata)
```